# Luscinia megarhynchos
L'usignolo comune (Luscinia megarhynchos (Brehm, 1831) è un uccello passeriforme della famiglia dei Muscicapidi, in precedenza collocato fra i Turdidi.

## Descrizione
Un usignolo adulto misura dal becco fino alla punta della coda circa 16,5 cm ed è quindi grande quanto un passero domestico (Passer domesticus). L'usignolo può essere confuso con l'usignolo maggiore (Luscinia luscinia), poiché entrambi hanno il ventre tra il marrone chiaro e il grigio scuro, la schiena marrone e la coda rosso marroncino. Diversamente, l'usignolo maggiore è più o meno a tinte scure.

## Biologia

### Canto
L'usignolo canta bene, con toni chiari e forti. Il suo canto è considerato tra i più belli e i più complessi degli uccelli canori ed è composto di strofe di toni singoli e doppi densamente allineati l'uno all'altro. 
All'inizio della primavera gli usignoli cantano prevalentemente di notte fino al mattino, il canto serve in questo punto soprattutto per la delimitazione delle riserve e per l'attrazione di partner femminili. A primavera inoltrata gli usignoli si possono sentire nitidamente anche durante il giorno. Gli usignoli maschi imparano a cantare nella prima giovinezza dagli uccelli vicini e conoscono con scioltezza tra i 120 e i 260 tipi diversi di strofe, scelti in un repertorio di almeno 2300 "canzoni"che durano per lo più da due a quattro secondi. Le differenze nei repertori di strofe appresi e le variazioni di caratteristiche strofe permettono la differenziazione di dialetti regionali. Il canto dell'usignolo è oggetto di ricerca da parte dell'etologia soprattutto per la sua complessità e per la funzione della memoria.
In passato il canto dell'usignolo veniva considerato un antidolorifico e doveva portare al morente una morte dolce e al malato una pronta guarigione.

### Alimentazione
Gli usignoli si nutrono prevalentemente di insetti, vermi o larve e di tanti altri invertebrati, ma in autunno il loro nutrimento principale sono le bacche.

### Riproduzione

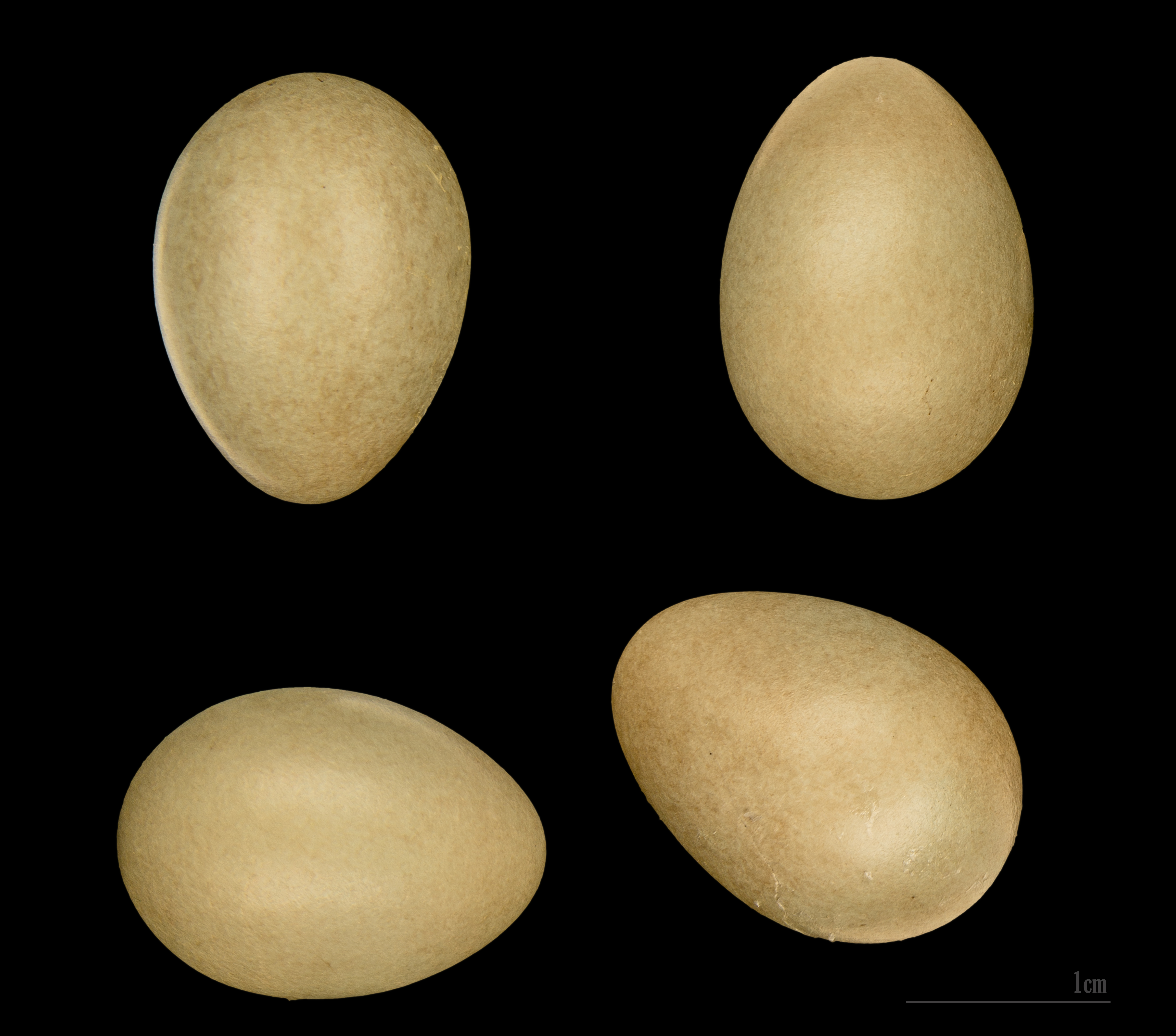
Uova

L'usignolo costruisce il nido sul terreno.
Il fondo è composto di fogliame, dentro vi sono muschio e spighe.
L'usignolo femmina costruisce il nido da sola.
Il tempo di cova va da metà maggio a metà giugno. Solitamente c'è una sola covata all'anno, in condizioni climatiche favorevoli tuttavia possono esservi anche due covate. 
La covata è composta da 4 o 6 uova scure verdastre.
Le uova vengono covate dalle femmine per 13 o 14 giorni. 
I piccoli vengono nutriti da entrambi i genitori.
Dopo 11 o 12 giorni i giovani lasciano il nido ma vengono curati ancora per 14 o 15 giorni.

## Distribuzione e habitat

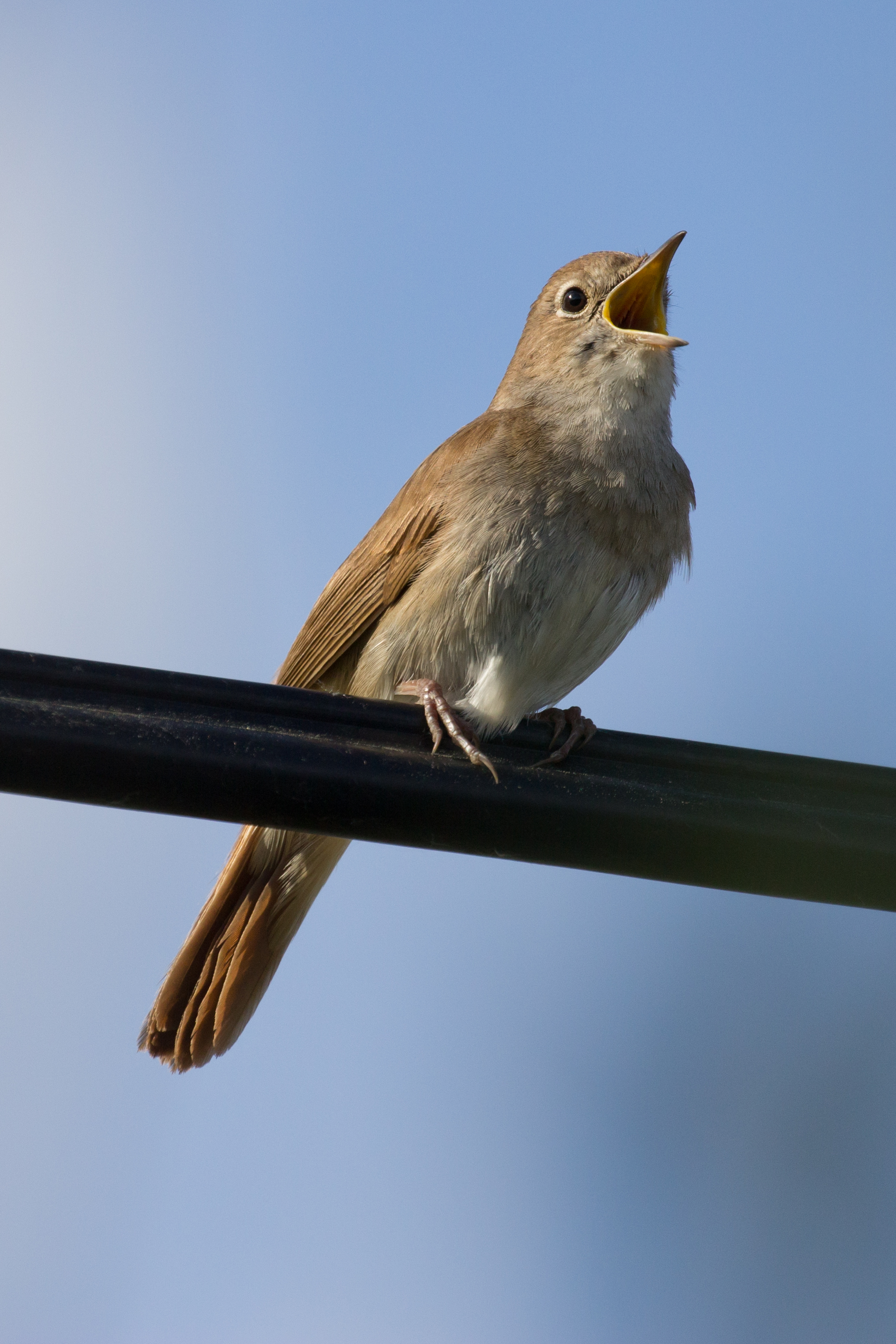
Luscinia megarhynchos

Gli usignoli sono uccelli migratori e sono comuni in Asia, Europa e Nordafrica. Gli usignoli dell'Europa centrale svernano in Africa.
Si possono trovare in foreste decidue fitte o in boscaglie. 
Prediligono in particolare terreni umidi ma anche boscaglie non troppo umide. Nidificano vicino al terreno.

## Riferimenti nella cultura di massa

### Mito
Per il mito greco Filomela era una principessa figlia del greco Pandione protagonista del mito crudele che richiede l'intervento degli dei nel trasformare Filomela in usignolo e sua sorella maggiore in rondine.

### Poesia
Si fa riferimento all’usignolo nella letteratura greca arcaia, nelle favole “l’usignolo e lo sparviero” di Esiodo e di Esopo. 
Ogni citazione letteraria deve cominciare con il celeberrimo sonetto di Francesco Petrarca
forse suoi figli, o sua cara consorte,
di dolcezza empie il cielo et le campagne
con tante note sí pietose et scorte...»
Si tratta del 311° componimento del Canzoniere, in cui il poeta piange la morte di Laura. A livello fonico-timbrico nelle prime due quartine ci sono varie allitterazioni, che sembrano quasi imitare il canto dell'usignolo.
L'usignolo è conosciuto nella letteratura inglese tramite i versi di Shakespeare in Romeo e Giulietta, atto terzo, scena quinta:
Giulietta
È stato l'usignolo, non l'allodola, che ha colpito l'incavo del tuo orecchio timoroso.
Canta ogni notte, laggiù, su quell'albero di melograno. 
Credimi, amore, era l'usignolo.»
Romeo
L'usignolo è citato anche nella metonimia di Filomele spesso usata in poesia e si trova nella fiaba di Jorinde e Joringel dei Fratelli Grimm e in alcune fiabe di Hans Christian Andersen come L'usignolo (Nattergalen) e Una rosa sulla tomba di Omero (En Rose fra Homers Grav).
Famosa la definizione del canto dell'usignolo del poeta Giambattista Marino, dal suo poema eroico L'Adone :
Inoltre, un'ode all'usignolo è stata composta dal poeta inglese John Keats.

### Musica
François Couperin intitola Le Rossignol en Amour una delle sue Pieces de Clavecin (XIV Ordre, 1), caratterizzata dall'imitazione del canto dell'usignolo.
Georg Friedrich Händel compose un famoso concerto grosso per organo, detto "Il cuculo e l'usignolo" a causa dell'imitazione del canto degli uccelli nel secondo movimento. L'imitazione include un duetto tra un cuculo e un usignolo. Sempre del compositore tedesco naturalizzato inglese è giustamente celeberrimo il "Nightingale Choir" dall'oratorio "Solomon"
Antonio Vivaldi compose un concerto per violino chiamato Il Rosignuolo (RV335a).
Nel finale del terzo movimento del poema sinfonico I Pini di Roma, dedicato ai pini del Gianicolo, Ottorino Respighi prescrisse il canto di un vero (anche se riprodotto da un fonografo) usignolo che si perde nella notte.
Felix Mendelssohn ha scritto per coro misto a cappella "Die Nachtigall" (ted. l'Usignolo), opera 59 "Im Grünen".
Franz Liszt compose Usignolo (Alyabyev) nel 1842.
"L'usignolo" è anche il titolo di un celebre valzer per fisarmonica di Yulien, particolarmente complesso per le sue variazioni.
La canzone "The Nightingale" cantata da Julee Cruise è parte della colonna sonora della serie televisiva Twin Peaks diretta da David Lynch.
La cantante britannica Sandie Shaw incise nel 1970 uno dei suoi ultimi brani cantati in italiano, Usignolo usignolo.
Il rapper italiano Ernia ha intitolato il suo primo album in studio Come uccidere un usignolo, in riferimento a come la critica musicale avesse trattato il suo ex gruppo Troupe D'Elite in modo ingiusto.

### Simboli
Nelle tradizioni popolari, il rossignolo annuncia la primavera, è l'uccello del mese di maggio, ma è anche e soprattutto il simbolo dell'amore. La contea di Nizza (Francia) ha conservato il suo Rossignol che vola nei canti tradizionali ed i tondi di maggio, il cui tema ha ispirato Čajkovskij per il suo Humoresque opus 10-2.